# Albert Mézergues
Albert Edmond Mézergues, né le 5 novembre 1886 à Saint-Chaptes (Gard) et mort le 15 mai 1925 à Fès (Maroc), était un aviateur militaire français, as de l'aviation durant la Première Guerre mondiale.

## Biographie
Il était ligueur de l'Action française,.